# Lodewijk de Vadder

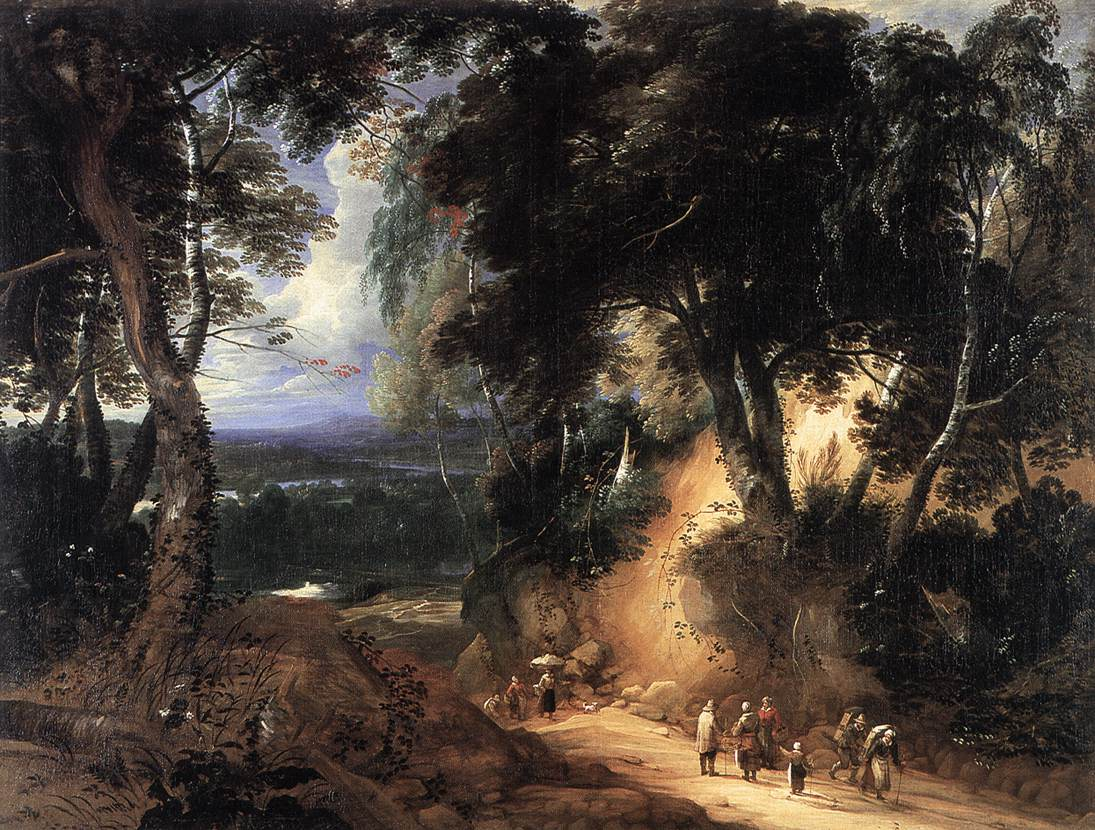
El bosque de Soignes con caminantes, óleo sobre lienzo, 175 x 230 cm, Gante, Museum voor Schone Kunsten.

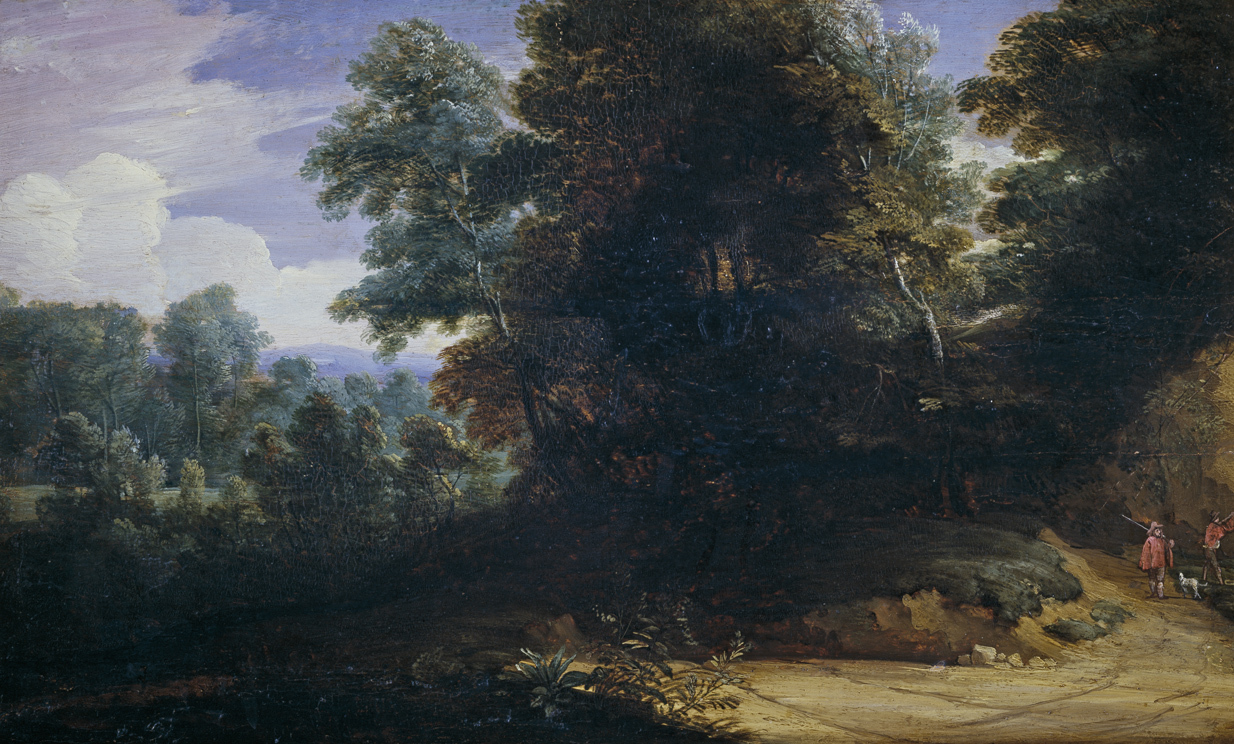
Paisaje con cazadores, óleo sobre tabla, 39 x 65 cm, Madrid, Museo del Prado.

Lodewijk de Vadder (Bruselas 1605 – 1655), fue un grabador y pintor barroco flamenco, especializado en la pintura de paisaje.

## Biografía
Nacido en Bruselas, fue bautizado el 8 de abril de 1605. En 1628 ingresó como maestro en el gremio de San Lucas de su ciudad natal, donde realizó toda su carrera artística, incluyendo la realización de cartones para tapices. Entre sus discípulos destacan los también paisajistas Lucas Achtschellinck e Ignatius van der Stock.
Vadder, como Jacques d'Arthois, poco más joven, encontró su inspiración en el bosque de Soignes, próximo a Bruselas, evocado en sus paisajes de árboles frondosos y caminos de tierra, compuestos con apariencia espontánea y efectos atmosféricos deudores de los paisajes últimos de Rubens.